# Bom Jesus de Goiás
Bom Jesus de Goiás è un comune del Brasile nello Stato del Goiás, parte della mesoregione del Sul Goiano e della microregione di Meia Ponte.